# Vilém V. Švihovský z Rýzmberka
Vilém V. Švihovský z Rýzmberka na Dobříši (před 1500 – 1551) byl český šlechtic, politik a státní úředník z rodu Švihovských z Rýzmberka. Zastával vysoké funkce během panování českého krále Ferdinanda I. Habsburského.

## Životopis

Erb Švihovských z Rýzmberka

### Mládí
Pocházel ze starého českého šlechtického rodu pánů Švihovských z Rýzmberka. Byl jedním ze synů Půty Švihovského z Rýzmberka, mj. vlastníka hradů Švihov a Rabí, a jeho manželky Bohunky z Lomnice, měl mj. bratra Jindřicha. Po otcově smrti roku 1504 zdědil se svými bratry části rodového majetku. Roku 1506 získal majestát k držení slezské Bytomi, roku 1510 pak prodal Kozlí, před rokem 1524 potom získal Roudnici nad Labem, kterou okolo roku 1528 zase prodal. Roku 1525 držel hrad Klenový a Stražov, následně pak získal od krále středočeské panství Dobříš, kde pak sídlil.
Působil na královském dvoře, v letech 1523 až 1547 zastával funkci dvorského hofmistra. Po 16 let pak vykonával úřad karlštejnského purkrabího.

### Úmrtí
Zemřel roku 1551.

### Rodina
Byl dvakrát ženatý: poprvé s Annou z Gutštejna, dcerou Buriana II. z Gutštejna, podruhé s Annou z Klenového. Jediný syn, který se dožil dospělosti, Ferdinand, se po otcově smrti stal majitelem Dobříše.